# Schiedeella faucisanguinea
Schiedeella faucisanguinea là một loài thực vật có hoa trong họ Lan. Loài này được (Dod) Burns-Bal. ex A.E.Serna & López-Ferr. miêu tả khoa học đầu tiên năm 1998.